# 化学と工業
化学と工業（かがくとこうぎょう、英：Chemistry & Chemical Industry）は、公益社団法人日本化学会が毎月、発行する機関誌。紙媒体で毎月、日本化学会の会員などに送付されているが、会員の購読料は会費に含まれている。

## 概略
毎号、巻頭言、論説、特集、支部だより、部会だより、会告などが掲載されている。

### 会告
お知らせ、行事一覧、講演会・講習会、研究発表会、掲示板、求人・求職が掲載されている。

### オンラインアクセス
日本化学会の会員は、日本化学会公式ウェブサイトで「化学と工業」を閲覧することができるが、アクセスする手順は下記の通り。
1. 最初に日本化学会公式ウェブサイトのトップページにある「会員サイト」というバナーをクリックする。
2. 次に、会員番号及びパスワードを入力する。そうすると、日本化学会マイページに移行する。
3. 日本化学会マイページに「会員ドア」というバナーがあるので、このバナーをクリックする。そうすると、「会員ドアへようこそ」と記載されているウェブページに移行する。
4. 「会員ドアへようこそ」というウェブページには、機関誌「化学と工業」というバナーが表示されているので、このバナーをクリックする。そうすると、機関誌「化学と工業」というタイトルのウェブページに移行し、最新号及びバックナンバーが表示される。